# 森杏奈 (人材育成コンサルタント)
森 杏奈（もり あんな、Anna Mori）は、日本の人材育成コンサルタント、グラフィックデザイナー、アートディレクター。Hyper Island Japan 代表。株式会社テイ・デイ・エス 執行役員。
美大を卒業後、2001年に株式会社テイ・デイ・エスに入社。グラフィックデザイナー、アートディレクターとしてキャリアをスタート。メガバンク統合のマニュアルプロジェクトなどに従事した後、2005年にアートディレクターに就任。
2018年よりHyper Islandのシンガポール校に留学（デジタルマネジメント修士を取得）。在学中に、同校の教育理念に共感し、この学びを持ち帰り日本のビジネスパーソンに伝えたいとの思いから、Hyper Island Japanを立ち上げ、プロフェッショナルエデュケーションリードに就任し、同校にてデジタル人材育成やDXコンサルティングを担当している。
また近年、世界的な課題である「少子高齢化社会」や「生産年齢人口の減少」に対応する施策の一つとして、｢サードエイジ｣と呼ばれる50〜70代のビジネスパーソンがリスキリングするための学習体験を模索する中で、｢リパーパスプログラム｣を開発し推進している。

## 経歴
- 2001年 美大を卒業後に、株式会社テイ・デイ・エス にグラフィックデザイナーとして入社、グラフィックデザイナー、アートディレクターとして活動
- 2017年 COOPER（クーパー、アメリカ）にてデザイン思考を学ぶ
- 2018年 Hyper Island シンガポール校にてデジタルマネジメント修士を取得
- 2020年 Hyper Island Japanの立ち上げ（Hyper Island Japanオープンコース第1期提供開始）[6][2]

## 著書
- 逆転のリスキリングとサードエイジの時代（日経BP 2024年10月17日 発売）ISBN 978-4296205547